# Премія Гарольда Пендера
Пре́мія Га́рольда Пе́ндера (англ. Harold Pender Award) — найвища нагорода факультету інженерії та прикладної науки Пенсільванського університету, названа на честь засновника Електротехнічної школи Мура та її першого декана Гарольда Пендера. Вручається представникам інженерної професії, які досягли видатних результатів для користі суспільства. Заснована у 1972 році. Нагорода включає в собі гостьову лекцію, церемонію вручення і урочистий прийом. Серед нагороджених є п'ять нобелівських лауреатів.

## Лауреати
Премію отримали:
- 2018: Ян ЛеКун — за новаторський внесок у розробку глибоких згорткових нейронних мереж.
- 2013: Барбара Лісков — за новаторський внесок у розробки мов програмування та систем програмного забезпечення.
- 2010: Роберт Елліот Кан і Вінтон Серф — за їхній новаторський і основоположний внесок у мережеву інформаційну технологію, а особливо за розробку та впровадження набору протоколів TCP/IP, який продовжує забезпечувати основу для зростаючого Інтернету.
- 2006: Мілдред Дресселгауз — за новаторський внесок і лідерство в галузі вуглецевих наноструктур і нанотехнологій, а також за сприяння можливостям для жінок у науці та інженерії.
- 2003: Денніс Рітчі і Кен Томпсон — за розробку операційної системи UNIX та мови програмування C.
- 2002: Джон Гопфілд — за його піонерські досягнення в галузі обчислювальної нейронауки та нейроінженерії.
- 2000:  Джек Кілбі — за його внесок у винахід інтегральної схеми або мікрочипа.
- 1999: Джон Генрі Голланд — як основоположник генетичних алгоритмів та інноваційних досліджень у науці про складність та адаптацію.
- 1995: Джордж Данціг — як розробник симплекс-алгоритму, що породило галузь лінійного програмування.
- 1993: Хіроші Іносе[en] — як лідер у досягненнях у галузі цифрових комунікацій і за покращення нашого розуміння впливу потоку інформації на суспільство.
- 1991:  Арно Аллан Пензіас — як відкривач фонового мікрохвильового випромінювання абсолютно чорного тіла Всесвіту.
- 1990: Дана Скотт — як новатор у застосуванні концепцій логіки та алгебри до розробки математичної семантики мов програмування.
- 1989:  Лео Есакі — як новатор у дослідженнях явища тунелювання у напівпровідниках і розробці структур квантових ям.
- 1988:  Джон Бардін — як співвинахідник транзистора та автор теорії надпровідності.
- 1987:  Герберт Саймон –як учасник міждисциплінарної роботи між інформатикою, психологією, економікою та менеджментом, включаючи розвиток штучного інтелекту та когнітивної науки.
- 1986: Ронольд Кінг[en] — за лідерство у розробці теорії електромагнітних антен.
- 1985: Амнон Ярів[en] — як новатор у квантовій електроніці та інтегральній оптиці.
- 1984: Карвер Мід[en] і Лінн Конвей[en] — як розробники техніки САПР для технології НВІС та автори першого підручника по НВІС.
- 1983: Джон Бекус — як розробник мов програмування  Speedcoding[en] і FORTRAN.
- 1982: Моріс Вілкс — як розробник другого у світі великомасштабного електронного цифрового комп'ютера загального призначення та автор першого підручника для програмістів цифрових комп'ютерів.
- 1981: Річард Геммінг — як батько теорії алгебраїчного кодування.
- 1980: Роберт Нойс — як розробник інтегральної схеми.
- 1979: Едвін Герберт Ленд — як винахідник моментальної фотографії.
- 1978: Клод Шеннон — як творець кількісної філософії інформації.
- 1977: Ян Райхман[en] — за електронні та комп'ютерні дослідження.
- 1976: Гайман Джордж Ріковер[en] — як творець атомного флоту ВМС США.
- 1975: Чонсі Старр[en] — як директор Інституту досліджень електроенергії[en] (Electric Power Research Institute, EPRI).
- 1974: Пітер Карл Голдмарк — як розробник довгогральної платівки 33⅓ об/хв. (серед іншого).
- 1973: Джон Моклі і Джон Преспер Екерт як творці комп'ютера ENIAC.
- 1972: Едвард Девід[en] — як науковий радник Президента США.